# إليس روان
إليس روان (بالإنجليزية: Ellis Rowan) هي رسامة أسترالية، ولدت في 1848 في ملبورن في أستراليا، وتوفيت في 4 أكتوبر 1922.

## معرض صور

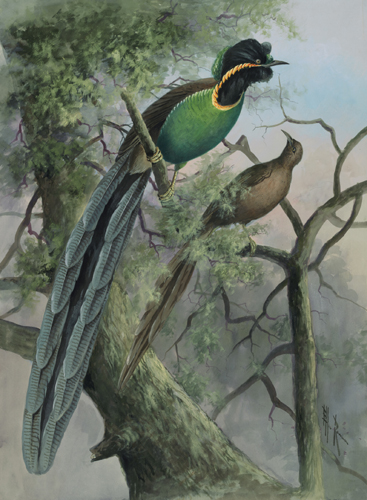
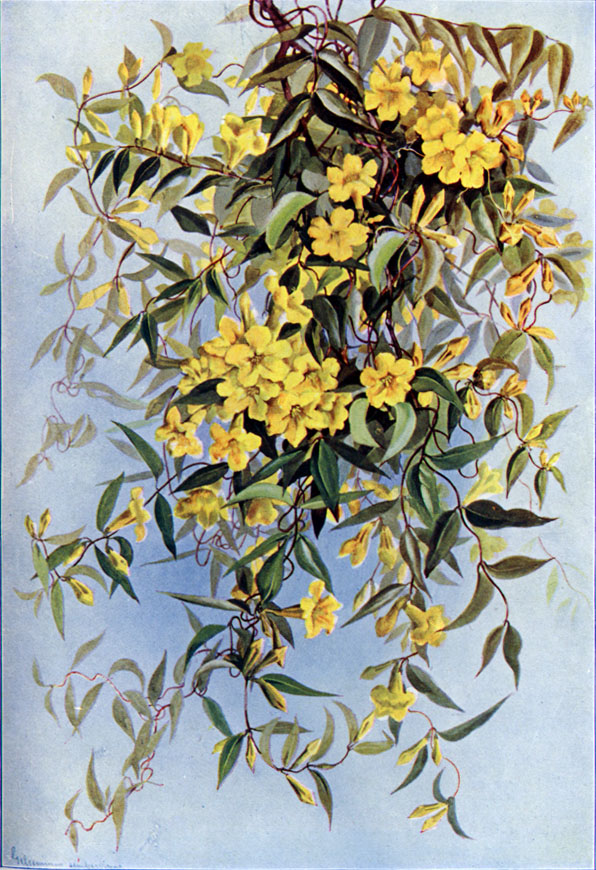
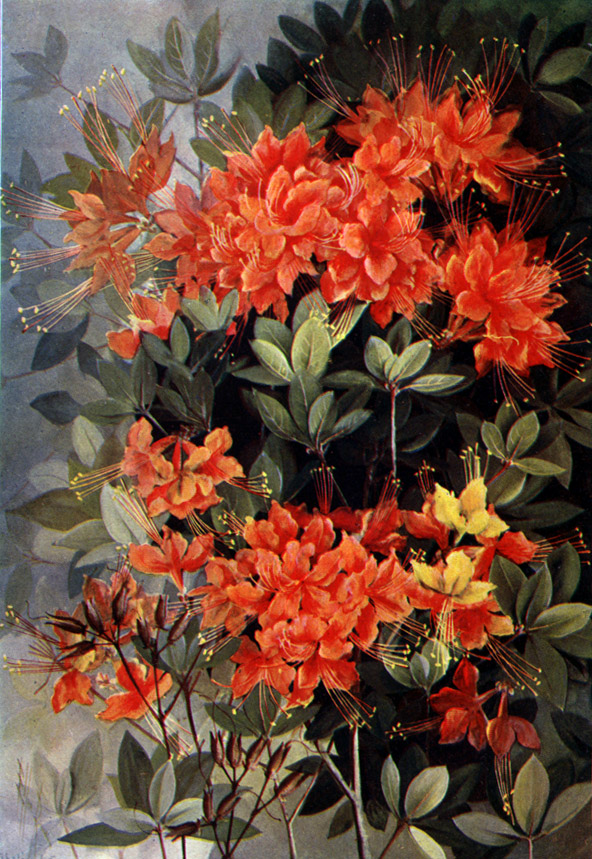